# Dragon Quest VII: Fragments of the Forgotten Past
Dragon Quest VII: Fragments of the Forgotten Past (ドラゴンクエストVII エデンの戦士たち, Doragon Kuesuto Sebun Eden no Senshi-tachi) no Japão e Dragon Warrior VII nas versões norte-americanas, é um jogo eletrônico de RPG da série Dragon Quest desenvolvido pela Heartbeat e pela ArtePiazza, e distribuído pela Enix para PlayStation em 2000.
A história começa quando o pai do protagonista encontra um fragmento de mapa em uma pescaria; esse mapa sugere ao protagonista e seu amigo que o mundo teve, em algum momento, vários continentes. Eles então partem na aventura de exploração desse novo mundo.

## Recepção
O site IGN incluiu o jogo na posição de número 84 no ranking dos "100 melhores RPGs de todos os tempos" (Top 100 RPGs of All Time).